# صاصل غامض
صاصل غامض (الاسم العلمي: Ornithogalum dubium) هو نوع نباتي يتبع جنس الصاصل من فصيلة الهليونية.